# Florian Schaffenrath
Florian Schaffenrath (ur. 25 maja 1978 w Innsbrucku) – austriacki filolog klasyczny.

## Życiorys
Wychował się w Axams. W 1996 z wyróżnieniem zdał maturę w Akademisches Gymnasium w Innsbrucku. Następnie w latach 1996–2005 studiował filologię klasyczną na uniwersytetach w Heidelbergu, Innsbrucku i Sienie. W czerwcu 2005 roku uzyskał tytuł doktora ze specjalnym wyróżnieniem sub auspiciis praesidentis. Od 2002 do 2009 roku był asystentem w Institut für Sprachen und Literaturen Uniwersytetu w Innsbrucku (projekt Geschichte der lateinischen Literatur in Tirol), a w czasie roku akademickiego 2005/2006 także asystentem prof. Wolfgang Koflera. W następnym przebywał na stypendium badawczym w Österreichisches Historisches Institut w Rzymie. Od 2010 do 2014 był adiunktem (Assistenzprofessor), a po ukończeniu habilitacji w sierpniu 2014 roku uzyskał uprawnienia do nauczania filologii klasycznej i łaciny nowożytnej. Od września 2014 roku pełni funkcję dyrektora Ludwig Boltzmann Institut für Neulateinische Studien. W październiku tego samego roku otrzymał tytuł profesora (assoziierter Professor) na Uniwersytecie w Innsbrucku.

## Zainteresowania naukowe
- epos nowożytny
- późnołacińska literatura tyrolska
- Marco Polo
- filipiki Cycerona

## Członkostwo w stowarzyszeniach i organizacjach
Jest wieloletnim członkiem katolickich korporacji akademickich AV Austria Innsbruck i KAV Capitolina Rom.

## Nagrody
- 2018 – Tiroler Landespreis für Wissenschaft – Förderpreis